# Кубок Европейской конфедерации волейбола среди женщин 1994/1995
15-й розыгрыш Кубка Европейской конфедерации волейбола (ЕКВ) среди женщин проходил с 5 ноября 1994 по 5 марта 1995 года с участием 37 клубных команд из 23 стран-членов Европейской конфедерации волейбола. Победителем турнира стала итальянская команда «Экоклеар» (Сумираго).

## Команды-участницы
| Страна               | Команда                                    |
| -------------------- | ------------------------------------------ |
| Австрия              | «Вюстенрот» (Зальцбург)                    |
| Австрия              | «Клагенфурт» (Клагенфурт)                  |
| Албания              | «Эльбасани» (Эльбасан)                     |
| Беларусь             | «Ковровщик» (Брест)                        |
| Беларусь             | «Энка» (Минск)                             |
| Бельгия              | «Астерикс» (Килдрехт)                      |
| Бельгия              | «Дофин» (Шарлеруа)                         |
| Бельгия              | ЦСКА (София)                               |
| Босния и Герцеговина | «Челик» (Зеница)                           |
| Венгрия              | «Тунгшрам» (Будапешт)                      |
| Венгрия              | «Экстрейд» (Будапешт)                      |
| Германия             | «Шверинер» (Шверин)                        |
| Германия             | «Шверте» (Шверте)                          |
| Греция               | «Арис» (Салоники)                          |
| Греция               | «Филатлитикос» (Салоники)                  |
| Испания              | «Альбасете» (Альбасете)                    |
| Испания              | «Тенерифе» (Ла-Лагуна)                     |
| Италия               | «Агридженто» (Агридженто)                  |
| Италия               | «Экоклеар» (Сумираго)                      |
| Нидерланды           | «Схиппер-Мартинус» (Амстелвен)             |
| Норвегия             | «Клепп» (Клепп)                            |
| Польша               | «Сталь» (Мелец)                            |
| Португалия           | «Мадейра» (Фуншал)                         |
| Россия               | «Метар» (Челябинск)                        |
| Россия               | «Спартак» (Омск)                           |
| Румыния              | «Амичи» (Бакэу)                            |
| Румыния              | «Дача» (Питешти)                           |
| Словения             | «Клима-Коммерс» (Блед)                     |
| Словения             | «Савиньска Мозирье» (Целе)                 |
| Турция               | «Гюнеш Сигорта» (Стамбул)                  |
| Турция               | «Йешилъюрт» (Стамбул)                      |
| Украина              | «Александрия» (Белая Церковь)              |
| Украина              | «Орбита» (Запорожье)                       |
| Франция              | «Расинг Клуб де Канн» (Канны)              |
| Франция              | «Расинг Клуб де Франс» (Вильбон-сюр-Иветт) |
| Хорватия             | «Каштела» (Каштел Стари)                   |
| Чехия                | «Олимп» (Прага)                            |
| Швейцария            | «Женев-Элит» (Женева)                      |
| Швейцария            | «Канти» (Шаффхаузен)                       |

## Система проведения розыгрыша
Во всех стадиях турнира применяется система плей-офф, то есть команды делятся на пары и проводят между собой по два матча с разъездами. Победителем пары выходит команда, одержавшая две победы. В случае равенства побед победителем становится команда, имеющая лучшее соотношение партий по сумме обоих матчей. В случае равенства и этого показателя в дальнейшую стадию плей-офф выходит команда, имеющая лучшее соотношение игровых очков (мячей) по сумме матчей.
В двух первых раундах плей-офф приняли участие 29 команд. 8 победителей пар 2-го раунда выходят в 1/8 финала, где к ним присоединяются 8 команд, освобождённых от участия в стартовых раундах. 
8 команд-участниц четвертьфинала плей-офф определяют четырёх участников финального этапа.
Финальный этап проводится в формате «финала четырёх» — полуфинал и два финала (за 3-е и 1-е места).

## 1-й раунд
ноябрь 1994
 «Каштела» (Каштел Стари) —  «Дача» (Питешти)
5 ноября. 1:3 (8:15, 15:12, 4:15, 5:15).
12 ноября. 0:3 (6:15, 5:15, 5:15).
 «Метар» (Челябинск) —  «Арис» (Салоники)
11 ноября. 3:0 (15:10, 15:1, 15:7).
12 ноября. 3:0 (15:1, 15:6, 15:8). Оба матча прошли в Челябинске.
 «Агридженто» —  «Мадейра» (Фуншал)
6 ноября. 3:0 (15:4, 15:6, 15:5).
13 ноября. 3:0 (15:5, 15:9, 15:10).
 «Клагенфурт» свободен от игр
 ЦСКА (София) —  «Клима-Коммерс» (Блед)
5 ноября. 3:0 (15:10, 15:2, 15:2).
12 ноября. 3:0 (15:2, 15:12, 15:2).
 «Спартак» (Омск) —  «Клепп»
5 ноября. 3:0 (15:6, 15:6, 15:3).
6 ноября. 3:0 (15:7, 15:5, 15:6). Оба матча прошли в Омске.
 «Ковровщик» (Брест) —  «Филатлитикос» (Салоники)
6 ноября. 1:3 (6:15, 13:15, 15:13, 5:15).
12 ноября. 1:3 (10:15, 15:12, 6:15, 4:15).
 «Эльбасани» (Эльбасан) —  «Альбасете»
5 ноября. 0:3 (2:15, 5:15, 7:15).
8 ноября. 0:3 (4:15, 9:15, 9:15).
 «Астерикс» (Килдрехт) —  «Расинг Клуб де Франс» (Вильбон-сюр-Иветт)
6 ноября. 2:3 (15:12, 10:15, 17:15, 11:15, 13:15).
12 ноября. 0:3 (4:15, 7:15, 4:15).
 «Гюнеш Сигорта» (Стамбул) —  «Женев-Элит» (Женева)
5 ноября. 3:0 (15:5, 15:2, 15:11).
12 ноября. 0:3 (7:15, 10:15, 3:15). Соотношение игровых очков — 65:63.
 «Олимп» (Прага) —  «Схиппер-Мартинус» (Амстелвен)
Отказ «Схиппер-Мартинуса».
 «Тенерифе» (Ла-Лагуна) —  «Энка» (Минск)
11 ноября. 3:1 (9:15, 15:8, 15:7, 15:9).
13 ноября. 3:0 (15:8, 15:8, 15:8). Оба матча прошли в Ла-Лагуне.
 «Канти» (Шаффхаузен) —  «Челик» (Зеница)  
12 ноября. 3:0 (15:0, 15:1, 15:3).
13 ноября. 3:0 (15:5, 15:1, 15:4). Оба матча прошли в Шаффхаузене.
 «Савиньска Мозирье» (Целе) —  «Вюстенрот» (Зальцбург)
5 ноября. 3:0 (16:14, 15:7, 15:5).
12 ноября. 3:1 (8:15, 15:13, 15:9, 15:13).
 «Йешилъюрт» (Стамбул) —  «Дофин» (Шарлеруа)
5 ноября. 3:2 (15:13, 15:10, 11:15, 6:15, 15:10).
12 ноября. 1:3 (15:7, 4:15, 6:15, 4:15).
 «Сталь» (Мелец) —  «Экстрейд» (Будапешт)
Отказ «Экстрейда».

## 2-й раунд
декабрь 1994
 «Дача» (Питешти) —  «Метар» (Челябинск)
3 декабря. 3:0 (15:5, 15:8, 15:11).
10 декабря. 0:3 (15:17, 8:15, 5:15). Соотношение игровых очков — 73:71.
 «Клагенфурт» —  «Агридженто»
3 декабря. 0:3 (13:15, 6:15, 3:15).
11 декабря. 0:3 (8:15, 7:15, 5:15).
 «Спартак» (Омск) —  ЦСКА (София)
4 декабря. 1:3 (10:15, 15:13, 10:15, 12:15).
10 декабря. 0:3 (8:15, 8:15, 1:15).
 «Филатлитикос» (Салоники) —  «Альбасете»
3 декабря. 3:2 (15:3, 8:15, 11:15, 15:4, 15:9).
10 декабря. 3:0 (16:14, 15:12, 15:11).
 «Гюнеш Сигорта» (Стамбул) —  «Расинг Клуб де Франс» (Вильбон-сюр-Иветт)
3 декабря. 1:3 (3:15, 15:17, 15:8, 7:15).
10 декабря. 2:3 (15:9, 15:12, 13:15, 11:15, 11:15).
 «Олимп» (Прага) —  «Тенерифе» (Ла-Лагуна)
3 декабря. 3:0 (15:7, 15:7, 15:3).
10 декабря. 3:1 (15:8, 15:12, 12:15, 16:14).
 «Савиньска Мозирье» (Целе) —  «Канти» (Шаффхаузен)
3 декабря. 0:3 (8:15, 10:15, 6:15).
10 декабря. 0:3 (3:15, 1:15, 15:17).
 «Дофин» (Шарлеруа) —  «Сталь» (Мелец)
3 декабря. 2:3 (15:5, 8:15, 13:15, 15:7, 13:15).
5 декабря. 3:0 (15:4, 15:8, 15:5). Оба матча прошли в Шарлеруа.
От участия в двух первых раундах освобождены:
| «Тунгшрам» (Будапешт) «Шверинер» (Шверин) «Шверте» «Экоклеар» (Сумираго) | «Амичи» (Бакэу) «Александрия» (Белая Церковь) «Орбита» (Запорожье) «Расинг Клуб де Канн» (Канны) |

## 1/8 финала
январь 1995
 «Дача» (Питешти) —  «Экоклеар» (Сумираго)
18 января. 0:3 (9:15, 4:15, 3:15).
19 января. 0:3 (15:17, 8:15, 8:15). Оба матча прошли в Питешти.
 «Агридженто» —  «Шверте»
11 января. 3:0 (15:7, 15:7, 15:7).
18 января. 3:1 (15:10, 15:11, 6:15, 15:12).
 «Орбита» (Запорожье) —  ЦСКА (София)
11 января. 3:2 (15:8, 15:5, 9:15, 14:16, 16:14).
18 января. 3:0 (15:9, 15:13, 15:6).
 «Тунгшрам» (Будапешт) —  «Филатлитикос» (Салоники)
11 января. 3:0 (15:5, 15:8, 15:4).
18 января. 1:3 (12:15, 15:13, 1:15, 11:15).
 «Расинг Клуб де Франс» (Вильбон-сюр-Иветт) —  «Амичи» (Бакэу)
11 января. 3:1 (15:9, 13:15, 15:5, 15:7).
13 января. 3:0 (15:4, 15:12, 15:12). Оба матча прошли в Вильбон-сюр-Иветте.
 «Олимп» (Прага) —  «Александрия» (Белая Церковь)
12 января. 3:0 (15:9, 15:13, 15:11).
13 января. 3:0 (15:11, 15:13, 15:8). Оба матча прошли в Праге.
 «Шверинер» (Шверин) —  «Канти» (Шаффхаузен)
11 января. 3:0 (15:10, 15:8, 15:7).
18 января. 3:0 (15:8, 15:3, 15:6).
 «Расинг Клуб де Канн» (Канны) —  «Дофин» (Шарлеруа)
11 января. 3:0 (15:6, 15:4, 15:10).
18 января. 3:2 (15:10, 9:15, 9:15, 15:5, 16:14).

## Четвертьфинал
8.02/ 15-16.02.1995
 «Агридженто» —  «Экоклеар» (Сумираго)
8 февраля. 0:3 (9:15, 3:15, 8:15).
15 февраля. 0:3 (13:15, 6:15, 4:15).
 «Орбита» (Запорожье) —  «Тунгшрам» (Будапешт)
8 февраля. 3:0 (15:6, 15:5, 15:4).
15 февраля. 3:1 (15:13, 4:15, 15:9, 15:7).
 «Расинг Клуб де Франс» (Вильбон-сюр-Иветт) —  «Олимп» (Прага)
8 февраля. 3:0 (16:14, 15:5, 15:9).
16 февраля. 3:2 (14:16, 4:15, 15:6, 15:12, 15:10).
 «Шверинер» (Шверин) —  «Расинг Клуб де Канн» (Канны)
8 февраля. 3:1 (15:9, 17:15, 13:15, 15:7).
16 февраля. 2:3 (9:15, 15:5, 15:3, 8:15, 9:15).

## Финал четырёх
4—5 марта 1995.  Вильбон-сюр-Иветт.
Участники:
 «Расинг Клуб де Франс» (Вильбон-сюр-Иветт)

 «Шверинер» (Шверин)

 «Экоклеар» (Сумираго)

 «Орбита» (Запорожье)

### Полуфинал
4 марта
 «Экоклеар» —  «Шверинер»
3:1 (15:8, 14:16, 15:9, 15:7).
 «Орбита» —  «Расинг Клуб де Франс»
3:1 (15:12, 12:15, 17:15, 15:2).

### Матч за 3-е место
5 марта
 «Расинг Клуб де Франс» —  «Шверинер»
3:0 (15:5, 15:8, 15:13).

### Финал
5 марта
 «Экоклеар» —  «Орбита»
3:0 (15:7, 15:6, 15:8).

### Итоги

#### Положение команд
| «Экоклеар» (Сумираго)                      |
| «Орбита» (Запорожье)                       |
| «Расинг Клуб де Франс» (Вильбон-сюр-Иветт) |
| 4. «Шверинер» (Шверин)                     |

#### Призёры
«Экоклеар» (Сумираго): Ирина Кириллова, Алессандра Казоли, Клаудия Гатти, Франческа Никора, Мириам Далла Бона, Вера Мосса Лема, Даниэла Картуран, Сусанне Ламе, Алессия Торри, … Главный тренер — Антонио Ризола Нето. 
  «Орбита» (Запорожье).
  «Расинг Клуб де Франс» (Вильбон-сюр-Иветт).